# Briefe an die Zukunft
Briefe an die Zukunft (Originaltitel: Geleceğe Mektuplar) ist eine türkische Drama-Serie, die am 23. Juli 2025 auf Netflix ihre Premiere feierte.

## Inhalt
Im Jahr 2003 gibt die engagierte Literaturlehrerin Fatma Ayar ihrer Klasse die Aufgabe, Briefe an ihr zukünftiges Ich zu schreiben, die 20 Jahre später geöffnet werden sollen. Zwei Jahrzehnte danach entdeckt ihre Tochter Elif Ayar, dass die Briefe im Besitz ihrer inzwischen verstorbenen Mutter sind, die an Demenz erkrankt war.
Beim Lesen stößt Elif nicht nur auf die Lebenswege der ehemaligen Schüler, sondern erfährt auch von ihrer eigenen Herkunft: Sie ist adoptiert und die Schülerin Banu entpuppt sich als ihre leibliche Mutter.

## Produktion
Die Serie wurde in Istanbul gedreht. Schöpferin und Drehbuchautorin ist Rana Denizer, Regie führte Cenk Ertürk. Produziert wurde die Serie von OGM Pictures im Auftrag von Netflix. Die Musik komponierte Nurettin Çolak.
Die Serie wurde am 23. Juli 2025 auf der Streaming-Plattform Netflix veröffentlicht.

## Besetzung und Synchronisation
Die deutsche Synchronisation entstand bei der FFS Film- & Fernseh-Synchron GmbH in München, unter der Dialogregie und nach einem Dialogbuch von Kalpna Joshi.
| Rolle        | Schauspieler        | Synchronsprecher    |
| ------------ | ------------------- | ------------------- |
| Elif Ayar    | Güneş Şensoy        | Melanie Olbert      |
| Banu         | Selin Yeninci       | Kalpna Joshi        |
| Ahmet (jung) | Berk Özgür          | Leonard Rosemann    |
| Banu (jung)  | Nilüfer Bayraktutan | Alina Freund        |
| Levent       | Saygın Soysal       | Pascal Fligg        |
| Mert         | Onur Tuna           | Julian Bayer        |
| Murat        | Erdem Şenocak       | Dustin Peters       |
| Seda         | Çağıl Aydıner       | Leslie-Vanessa Lill |
| Zuhal        | Gökçe Bahadır       | Katharina Friedl    |